# Bett1open 2022
bett1open 2022 byl tenisový turnaj hraný jako součást ženského okruhu WTA Tour na otevřených travnatých dvorcích v Rot-Weiß Tennis Clubu. Probíhal mezi 13. až 19. červnem 2022 v německé metropoli Berlíně jako devadesátý pátý ročník turnaje. 
Turnaj dotovaný 611 210 eury patřil do kategorie WTA 500. Nejvýše nasazenou hráčkou ve dvouhře se stala světová čtyřka Ons Džabúrová z Tuniska. Jako poslední přímá účastnice do dvouhry nastoupila 64. tenistka žebříčku, Američanka Ann Liová. V důsledku invaze Ruska na Ukrajinu na konci února 2022 řídící organizace tenisu ATP, WTA a ITF s grandslamy rozhodly, že ruští a běloruští tenisté mohli dále na okruzích startovat, ale do odvolání nikoli pod vlajkami Ruska a Běloruska.
Třetí singlový titul na okruhu WTA Tour vybojovala 27letá Ons Džabúrová, jíž ve finále skrečovala Belinda Bencicová kvůli podvrtnutému kotníku. Tunisance po skončení poprvé na žebříčku patřilo 3. místo. Čtyřhru ovládl australsko-český pár Storm Sandersová a Kateřina Siniaková, jehož členky proměnily první společný start v trofej.

## Rozdělení bodů a finančních odměn

### Rozdělení bodů
| Soutěž  | Soutěž | vítězky | finalistky | semifinalistky | čtvrtfinalistky | 16 v kole | 32 v kole | Q  | Q2 | Q1 |
| ------- | ------ | ------- | ---------- | -------------- | --------------- | --------- | --------- | -- | -- | -- |
| dvouhra | [ 1 ]  | 470     | 305        | 185            | 100             | 55        | 1         | 25 | 13 | 1  |
| čtyřhra | [ 6 ]  | 470     | 305        | 185            | 100             | 1         | —         | —  | —  | —  |

### Finanční odměny
| Soutěž                                | Soutěž      | vítězky  | finalistky | semifinalistky | čtvrtfinalistky | 16 v kole | 32 v kole | Q2      | Q1      |
| ------------------------------------- | ----------- | -------- | ---------- | -------------- | --------------- | --------- | --------- | ------- | ------- |
| dvouhra                               | [ 1 ] [ 7 ] | 93 823 € | 58 032 €   | 33 880 €       | 16 060 €        | 8 262 €   | 5 390 €   | 4 362 € | 2 240 € |
| čtyřhra                               | [ 6 ]       | 31 452 € | 19 113 €   | 10 863 €       | 5 645 €         | 3 387 €   | —         | —       | —       |
| částky ve čtyřhře jsou uváděny na pár |             |          |            |                |                 |           |           |         |         |

## Ženská dvouhra

### Nasazení
| Stát                          | Hráčka              | WTA | Nasazení |
| ----------------------------- | ------------------- | --- | -------- |
| Tunisko                       | Ons Džabúrová       | 4.  | 1.       |
| Řecko                         | Maria Sakkariová    | 5.  | 2.       |
|                               | Aryna Sabalenková   | 6.  | 3.       |
| Česko                         | Karolína Plíšková   | 7.  | 4.       |
| Španělsko                     | Garbiñe Muguruzaová | 10. | 5.       |
|                               | Darja Kasatkinová   | 12. | 6.       |
| USA                           | Coco Gauffová       | 13. | 7.       |
| Švýcarsko                     | Belinda Bencicová   | 17. | 8.       |
| Žebříček WTA k 6. červnu 2022 |                     |     |          |

### Jiné formy účasti
Následující hráčky obdržely divokou kartu do hlavní soutěže:
- Anna Kalinská
- Jule Niemeierová

Následující hráčky nastoupily do hlavní soutěže pod žebříčkovou ochranou:
- Bianca Andreescuová
- Karolína Muchová

Následující hráčky postoupily z kvalifikace:
- Anastasija Gasanovová
- Léolia Jeanjeanová
- Tamara Korpatschová
- Alycia Parksová
- Darja Savilleová
- Wang Sin-jü

### Odhlášení
před zahájením turnaje
- Viktoria Azarenková → nahradila ji  Kaia Kanepiová
- Paula Badosová → nahradila ji   Aljaksandra Sasnovičová
- Danielle Collinsová → nahradila ji   Ljudmila Samsonovová
- Leylah Fernandezová → nahradila ji   Jekatěrina Alexandrovová
- Sofia Keninová → nahradila ji   Veronika Kuděrmetovová
- Madison Keysová → nahradila ji  Kateřina Siniaková
- Anett Kontaveitová → nahradila ji  Andrea Petkovicová
- Jessica Pegulaová → nahradila ji  Anhelina Kalininová
- Jelena Rybakinová → nahradila ji  Ann Liová
- Iga Świąteková → nahradila ji  Alizé Cornetová

## Ženská čtyřhra

### Nasazení
| Stát                                                                      | Hráčka             | Stát      | Hráčka             | WTA | Nasazení |
| ------------------------------------------------------------------------- | ------------------ | --------- | ------------------ | --- | -------- |
| Austrálie                                                                 | Storm Sandersová   | Česko     | Kateřina Siniaková | 20. | 1.       |
| Kanada                                                                    | Gabriela Dabrowská | Mexiko    | Giuliana Olmosová  | 20. | 2.       |
| USA                                                                       | Asia Muhammadová   | Japonsko  | Ena Šibaharaová    | 43. | 3.       |
| Chile                                                                     | Alexa Guarachiová  | Slovinsko | Andreja Klepačová  | 46. | 4.       |
| Žebříček WTA k 6. červnu 2022; číslo je součtem umístění obou členek páru |                    |           |                    |     |          |

### Jiné formy účasti
Následující páry obdržely divokou kartu do čtyřhry:
- Bianca Andreescuová /  Sabine Lisická
- Jule Niemeierová /  Andrea Petkovicová

### Odhlášení
před zahájením turnaje
- Natela Dzalamidzeová /   Kamilla Rachimovová → nahradily je  Kaitlyn Christianová /   Lidzija Marozavová
- Desirae Krawczyková /  Demi Schuursová → nahradily je   Anna Kalinská /   Desirae Krawczyková

## Přehled finále

### Ženská dvouhra
- Ons Džabúrová vs.  Belinda Bencicová, 6–3, 2–1skreč

### Ženská čtyřhra
- Storm Sandersová /  Kateřina Siniaková vs.  Alizé Cornetová /  Jil Teichmannová, 6–4, 6–3